# Caffè Kimbo
Caffè Kimbo is een merk van de Italiaanse koffiebrander Cafè do Brasil. Het werd in 1963 begonnen in Napels, Italië door de gebroeders Rubino. De koffie wordt beschouwd als een van de beste ter wereld. In 2000 heeft men ook een eigen lijn van espressomachines geïntroduceerd naast andere toebehoren, zoals kopjes en mokken.

## Geschiedenis
De broers hielpen hun vader in een winkel annex koffiebar, alwaar ze ook de koffie brandden en verkochten voor thuisgebruik en gebruik aan de bar. De Napolitanen waardeerden de koffie, waardoor men besloot om zich meer toe te leggen op het branden. In 1963 werd begonnen met een branderij onder de naam Cafè do Brasil, de koffie werd onder de naam Caffè Kimbo op de markt gebracht.

## Internationale distributie
Hoewel de koffie voornamelijk in Italië gedronken wordt, groeit de wereldwijde populariteit.
Het merk wordt in onder meer de volgende landen verkocht.
- Duitsland: Stefano Misischia
- Canada: Gigi Importing
- Frankrijk: France Boissons
- Japan: Japan Europe Trading
- Benelux: Miko Coffee Service
- Roemenië: Nordic Import Export
- Verenigd Koninkrijk: Metropolitan Coffee Company
- Zwitserland: Espresso Club
- Verenigde Staten: Penta International

## Trivia
Enkele bekende Italianen hebben zich aan het merk verbonden. Dit zijn onder meer:
- Pippo Baudo, een Italiaanse tv-presentator[5]
- Gigi Proietti, een zanger en acteur[6]